# Chinasat 9
Chinasat 9 (Zhongxing 9, ZX 9) ist ein geostationärer Kommunikationssatellit der Chinasat-Baureihe, der von Alcatel (seit 2006 Thales Alenia Space) gebaut und gestartet, aber vom chinesischen Post- und Telekommunikationsministerium betrieben wird. Er wurde am 9. Juni 2008 durch eine Rakete vom Typ CZ-3B ins All gebracht und bei 92,2° Ost positioniert. ChinaSat 9 basiert auf der Spacebus-4000C1-Plattform von Alcatel und ist mit 22 Ku-Band-Transpondern ausgestattet.